# Посёлок совхоза им. 25 Октября
Посёлок совхоза им. 25 Октября — посёлок в Лаишевском районе Татарстана. Административный центр Александровского сельского поселения.

## География
Находится в западной части Татарстана на расстоянии приблизительно 8 км по прямой на север-северо-восток от райцентра города Лаишево.

## История
Основан в 1918 году (по другим сведениям, в 1922) при образовании совхоз на базе земельных владений казанского купца первой гильдии П. В. Щетинкина, в 1922 году переименован в Средне-Девятовское семенное хозяйство (Семхоз), в 1925 — в Семхоз им. 25 Октября. С 1930 года упоминался как совхоз им. 25 Октября. В 1943 году совхоз передан Казанскому заводу № 237 в качестве подсобного предприятия. Ныне в посёлке действует ООО "Птицефабрика «Державинская».

## Население
Постоянных жителей было: в 1938 — 565, в 1949 — 658, в 1958 — 1003, в 1970 — 982, в 1979 — 1386, в 1989 — 1569, в 2002 — 1612 (русские 68 %, татары 30 %), 1476 — в 2010.